# حجوط
مدينة حجوط  مدينة جزائرية قديمة سكنت من طرف الحجاجطة في العهد العثماني عرفت في عهد الإستعمار الفرنسي بمدينة مارينغو إلى ما بعد الاستقلال في 1963 حين غير الرئيس بن بلة اسمها ال الاسم الحالي، تأسست المدينة الجديدة سنة 1848على يد القائد الفرنسي " Capitaine Victor de Malglaive " جنوب المدينة القديمة بين حافتي ووديان بينهما مرج ماء ومستنقع ماء ضحل. تبعد مدينة حجوط عن ولاية تيبازة بـ 14 كلم جنوبا و عن العاصمة الجزائر بـ 75 كلم إلى جهة الغرب. عرفت قديما بالزراعة وتربية المواشي والخيول، وأسواقها كانت معروفة قديما وإلى يومنا هذا.
تعتبر القلب النابض لولاية تيبازة لما تحتله من مكان جغرافي يمكنها من توسط سهل متيجة الزراعي، يبلغ عدد سكان دائرة حجوط 71 ألف نسمة، وتعتبر بلدية ذات طابع اقتصادي وتجاري إذ تحتوى على مجموعة معتبرة من الأماكن التجارية والصناعية كالآتي:

## المجال الاقتصادي
- تتوفر المدينة على منطقة صناعية توجد بها الكثير من النشاطات مثل مصنع الآجر والقرميد.
- مصنع نفطال للغاز.
- شركة سونلغاز.
- مؤسسة للمشروبات الغازية.
- مصنع لواحق السيارات (ڤيجي).
- بالإضافة إلى السوق البلدي والسوق الأسبوعي ومئات المحلات التجارية.

## المجال الخدماتي
توجد بالمدينة الكثير من المؤسسات الخدمية حيث تتوفر على:
- بلدية بها جميع المكاتب بالإضافة إلى ثلاث ملحقات: ملحقة سيدي بوفاضل وقرية الرحابة وحي بويغسان.
- مستشفى وأربع ملحقات الأولى عامة بحي 500 مسكن والثانية خاصة بالوصفات ومتابعة المرضى المزمنين بحي لوحي بوسعد والثالثة بشارع قابلي إسماعيل خاصة بمتابعة أصحاب الامراض الصدرية والعمليات الجراحية والرابعة بطريق مراد خاصة بتصفية الدم والخامسة في طور الإنجاز بطريق مراد.
- مركز بريدي بشارع أول نوفمبر وملحق بريدي بحي 500 مسكن.
- 4 بنوك.
- بالإضافة إلى عدة مصالح مثل: مصلحة الغابات، الري، التطهير...
- العديد من مكاتب الدراسات والوكالات السياحية والعقارية.

زيادة عن ذلك les showrooms de toutes les marques de voitures

## الرياضة
يوجد في مدينة حجوط العديد من النشاطات الرياضية ولعل أبرزها هو فريق كرة اليد وفريق كرة السلة وثلاث فرق كرة القدم أشهرها اتحاد حجوط (USMM) و الذي يملك تاريخ عريقا في الكرة الجزائرية ابرز لاعبي الفريق هو قارا 
يتسع الملعب البلدي بحجوط لحوالي 6000 متفرج ويعتبر أكبر ملعب بولاية تيبازة 